# Kosciusko County
Kosciusko County is een county in de Amerikaanse staat Indiana.
De county heeft een landoppervlakte van 1.392 km² en telt 74.057 inwoners (volkstelling 2000). De hoofdplaats is Warsaw.
Kosciusko County is vernoemd naar de Poolse vrijheidsstrijder Tadeusz Kościuszko, die ook in de Amerikaanse Onafhankelijkheidsoorlog diende. De hoofdplaats Warsaw draagt de naam van de Poolse hoofdstad Warschau.

## Bevolkingsontwikkeling

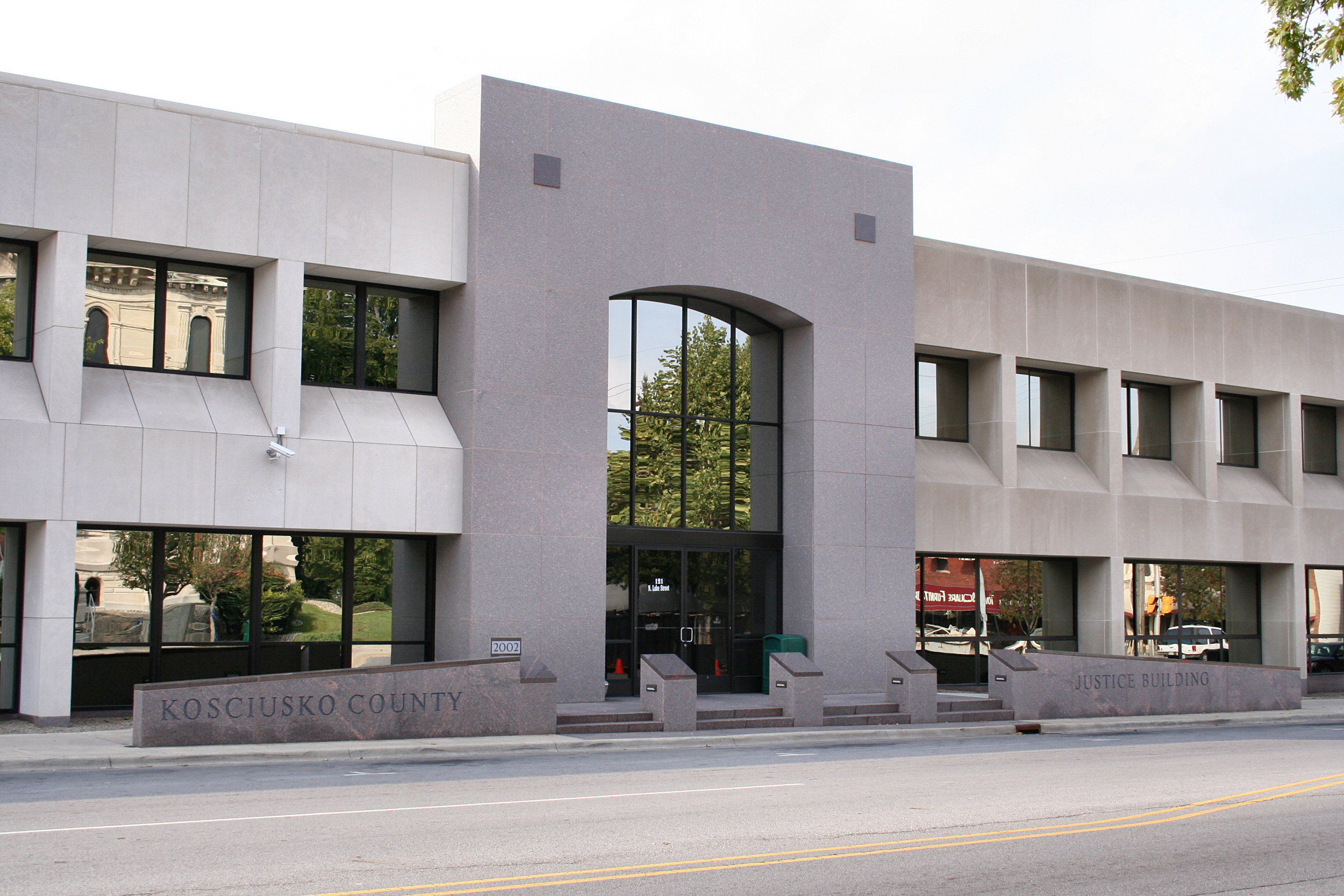
Kosciusko County Courthouse